# MOTOR HOTEL
MOTOR HOTEL（モーターホテル）は2017年8月、静岡県三島市で結成された、Seiji、Toco、Zakiによる3ボーカル・2ギターの音楽制作チーム。

## メンバー
Seiji（セイジ）
ギター、ボーカル担当。1990年6月9日生まれ。静岡県出身。本名は岩崎誠司。作詞家、作曲家、編曲家としても活動。
Eddie（エディ）
ボーカル、ラップ担当。1991年1月24日生まれ。静岡県出身。
Toco（トコ）
ボーカル担当。1990年7月3日生まれ。静岡県出身。
Zaki（ザキ）
ギター、ボーカル担当。1990年3月23日生まれ。千葉県出身。
山崎裕也の名義でシンガーソングライター、ギタリストとしても活動。

## 概要
Seijiの呼びかけで2017年に結成。Eddieが中学、高校の同級生、Zakiはミューズ音楽院マスターコース・ギター専攻の同期。Tocoは地元の友人の結婚式二次会で知り合う（Seijiが音響を担当、Tocoは出演者）。MOTOR HOTELという名前は、"旅のオアシス"を意味。通称「モーテル」。
作風はJ-POPの中に、カントリーやワールドミュージックなどの様々な音楽ジャンルのエッセンスが取り込まれており、それぞれの声の特性を生かしたパート割りのはっきりした楽曲が多い。MOTOR HOTELとして、個人として、様々なジャンルのアーティストとコラボレーションするなど、枠に囚われない活動を行なっている。

## 経歴
結成後よりSeijiを中心に楽曲制作を行い、12月に「AROUND THE WORLD」を1コーラスでYouTube上に発表。
2018年4月より東京を中心にライブ活動を本格化。5月に代々木公園で開催された「ベトナムフェスティバル」に出演。
8月にエレックレコードより4ヶ月連続で配信限定シングルをリリース。12月「東京ハラールランチパーティー」のイベントアンバサダーに就任。開催期間中、アコースティックライブと食レポを行う。2019年6月より、”最高の暇つぶし”をテーマにした自主企画「Killing Time」を定期開催。アコースティックデュオ 高高-takataka-、ポップバンド しなまゆ（現・Oh!myメンバー）のボーカリスト・モリユイをゲストに迎え、ライブ中に楽曲のコラボレーションやマッシュアップソングを披露する。
11月、作曲家のuno blaqlo、シマダユウキと「Giant Killing」を共作し、MVにはグラビアユニットのsherbetが出演している。
12月26日にsherbetが「Giant Killing」をカバーし、「Giant Killing - sherbet taste.」というタイトルで配信限定リリース。uno blaqloと編曲を担当する。
2020年5月、ファンから募った旅写真をバーチャル背景に歌う「BAGGAGE」、”JAMWEEK”と題し、いろいろな味のあるジャムのように4人それぞれを知ってもらえる様に2020年の夏を一緒に楽しもう!という願いを込めて、4週連続でMVを発表。9月、ミュージックビデオを先行公開した新曲5曲と、JiLL-Decoy associationのボーカリストchihiRoを迎えた「FLAG feat.chihiRo-Decoy」を含む、全6曲入りの1st EP「FLAG」を配信リリース。収録曲の「FLAG feat.chihiRo-Decoy」がShazam Discovery JAPANチャート1位を獲得する。
2020年12月、1st EP「FLAG」収録曲「Exotic Tokyo」が2021年1月15日からテレビ東京系金曜8時のドラマ枠で放送予定のドラマ「今野敏サスペンス 警視庁強行犯係・樋口顕」のオープニングテーマに決定したことが発表された。
2022年2月から「What's Travel Pop!?」期間と題し、4カ月連続デジタルシングルをリリース。7月にはTOKYO DOME CITY HALLで開催されるフェス「Water Run -The Final-」 へ出演。

## 作品

### 配信限定作品
| 発売日         | 作品名                         | 規格                   | 形態         |
| ELEC RECORDS   | ELEC RECORDS                   | ELEC RECORDS           | ELEC RECORDS |
| -------------- | ------------------------------ | ---------------------- | ------------ |
| 2018年8月29日  | LIFE IS JOURNEY                | デジタル・ダウンロード | シングル     |
| 2018年9月26日  | MOVES                          | デジタル・ダウンロード | シングル     |
| 2018年10月17日 | JUNCTION                       | デジタル・ダウンロード | シングル     |
| 2018年11月21日 | My Heart                       | デジタル・ダウンロード | シングル     |
| 2019年5月29日  | Killing Time                   | デジタル・ダウンロード | シングル     |
| 2019年11月20日 | Giant Killing / もう大丈夫だよ | デジタル・ダウンロード | Wリード曲    |
| 2020年9月2日   | FLAG                           | デジタル・ダウンロード | EP           |
| 2022年1月21日  | MILES                          | デジタル・ダウンロード | シングル     |
| 2022年2月25日  | SEE YOU AROUND                 | デジタル・ダウンロード | シングル     |
| 2022年3月25日  | マスターキー                   | デジタル・ダウンロード | シングル     |
| 2022年4月28日  | ONE BOX HEAVEN                 | デジタル・ダウンロード | シングル     |

## ミュージック・ビデオ
| 監督        | 曲名 |
| ----------- | --- |
| MOTOR HOTEL | 「MILES」「SEE YOU AROUND」 「Exotic Tokyo」,「Betting My Life」,「MANUAL FOCUS」,「MOVES」,「LIFE IS JOURNEY」                                                                       |
| 永田拓也    | 「マスターキー」 「THE NIGHT」,「Giant Killing ( #Stayhome Session )」,「BAGGAGE」 「KillingTime(映像編集)」,「Giant Killing - ft. uno blaqlo , シマダユウキ , sherbet」 「JUNCTION」 |
| 横田和樹    | 「My Heart」 |

編集中

## 出演

### バラエティ
- 乃木坂46山崎怜奈とおはつちゃん #18（2020年12月、ひかりTV）seiji - 作詞作曲指導

### ラジオ
- ザキノネノサキ（2021年4月 - 9月、InterFM897）
- MOTOR HOTEL 蔵BASE Radio（2021年4月 - 、K-mix）